# أسلوب علم التأويل
الأسلوب التأويلي أو أسلوب علم التأويل هو أسلوب من اللاتينية ظهر في أواخر العصور الرومانية وأوائل العصور الوسطى. يتميز بالاستخدام المكثف للكلمات غير العادية والغامضة، وخاصة المشتقة من اللغة الإغريقية (اليونانية). عُثر على هذا الأسلوب لأول مرة في أعمال لوكيوس أبوليوس في القرن الثاني، ثم في العديد من كتب الرومان المتأخرين. في أوائل فترة العصور الوسطى، كان بعض العلماء القاريين البارزين من الدعاة، بما في ذلك يوهانس سكوتس إيريوجينا وأودو من كلوني من بين دعاة هذا الأسلوب ورواده.
في إنكلترا، كان أسقف القرن السابع ألدهيلم أكثر كاتب التأويلية تأثيرًا. انخفضت الدراسة اللاتينية في القرن التاسع، وعندما انتعشت في القرن العاشر، أصبح أسلوب التأويل مؤثرًا بشكل متزايد. على عكس أوروبا القارية، حيث لم تستخدم إلا من قبل أقلية من الكتاب، في إنجلترا القرن العاشر أصبحت شبه عالمية. كان أسلوب المنزل للإصلاح البينديكتين الإنجليزي، وهو أهم حركة فكرية في إنجلترا الأنجلو ساكسونية لاحقًا. لم يعد الأسلوب مفضلاً بعد الفتح النورماندي، ووصفه مؤرخ القرن الثاني عشر ويليام من مالميسبري بأنه مثير للاشمئزاز ومنمق. كان المؤرخون رافضين بشكل متساوٍ حتى أواخر القرن العشرين، عندما جادل علماء مثل مايكل لابيدج بأنه يجب أن يؤخذ على محمل الجد باعتباره جانبًا مهمًا من الثقافة الأنجلو ساكسونية المتأخرة.

## تعريف
في عام 1953، جادل أليستير كامبل بأن هناك نمطين رئيسيين من اللاتينية في إنجلترا الأنجلو ساكسونية. أحدهما، الذي أسماه الكلاسيكي، تجسد في كتابات بيدي (672-735)، بينما كان الأسقف الإنجليزي ألدهيلم (حوالي 639-709) أكثر مؤلفي المدرسة الأخرى تأثيرًا، والتي استخدمت على نطاق واسع كلمات نادرة، بما في ذلك اليونانية المشتقة من المسارد «التأويلية». يقارن آندي أورتشارد «أسلوب النثر الواضح والمباشر لبيدي، بمفرداته ونحوه الكتابي أساسًا» مع «أسلوب ألدهيلم المتقن والمزخرف للغاية، مع مفردات وتركيب مشتق في النهاية من الشعر اللاتيني». كان ألدهيلم أكثر الرجال تعلمًا في القرون الأربعة الأولى من المسيحية الأنجلوسكسونية، ولديه معرفة عميقة بالشعر اللاتيني (على عكس بيدي). كان أسلوبه مؤثرًا للغاية في القرنين التاليين لوفاته، وكان سائدًا في إنجلترا الأنجلو ساكسونية لاحقًا. [3] الاقتراض من اليونانية لم يقتصر على كتاب التفسير اللاتيني. في دراسة أجريت عام 2005، لاحظ جي إن آدامز ومايكل لابيدج وتوبياس ريندهارت أن «استخراج جثث الكلمات اليونانية (غير المفهومة جيدًا) من المسارد اليونانية اللاتينية لأغراض الزخرفة الأسلوبية كان واسع الانتشار في جميع أنحاء العصور الوسطى.»
في مقدمة طبعته لعام 1962 من كتاب كرونيكون لـ ثيلويرد، أشار كامبل إلى «التقليد التأويلي». في عام 1975، طور مايكل لابيدج تمييز كامبل في مقال عن «الأسلوب التأويلي». وذكر أن المصطلح يشير إلى أن المفردات تستند أساسًا إلى هيرمومونيتا، وهو اسم لبعض المسارد اليونانية-اللاتينية. لم يعتبر المصطلح مرضيًا تمامًا، واقترح أن «جلوسيماتيك» سيكون بديلاً، لكنه اعتمد مصطلح «هيرمونيتك» لأنه تم استخدامه من قبل علماء آخرين. عبرت جين ستيفنسون أيضًا عن عدم رضاها عن المصطلح، وفي رأي ريبيكا ستيفنسون: «كلمة» التأويل «بحد ذاتها مضللة، لأن هذا الأسلوب لا علاقة له بمجال التأويل الحديث، كما أنها لا تحتوي على كلمات مأخوذة من هيرمومونيتا، وهي مجموعة من المسارد اليونانية واللاتينية، والتي كان يُعتقد في يوم من الأيام أنها مشتقة من مفرداتها الغريبة». ومع ذلك، يقبل كلا العالمين على مضض هذا المصطلح. [6] كان يُطلق على النمط سابقًا اسم «هيسبريك»، لكن العلماء يرفضون الآن هذا المصطلح لأنه يشير خطأً إلى أنه إيرلندي، ويعتقدون أن «هيسبريك» يجب أن يقتصر على لغة هيسبريكا فامينا الغامضة جدًا.
يقول لابيدج:

## في وقت مبكر

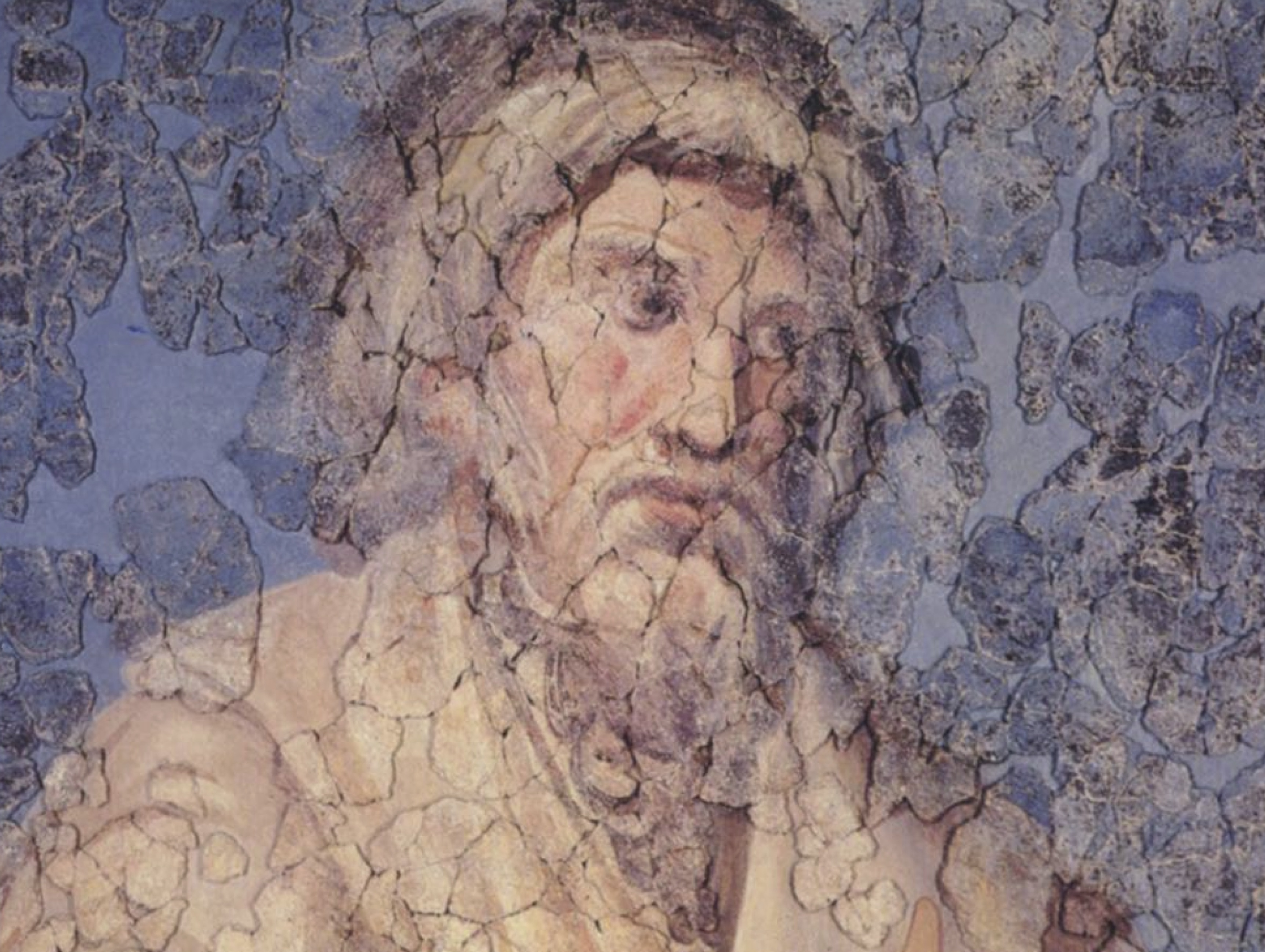
تصوير أبوليوس، أول كاتب معروف باستخدام أسلوب التأويل

ربما شوهد النمط التأويلي لأول مرة في التحولات من أبوليوس في القرن الثاني، وجدت أيضا في أعمال الراحل اللاتينية الكتاب مثل أميانوس مارسيليانوس ومارتيانوس كابيلا. في بريطانيا وأيرلندا، تم العثور على النمط في المؤلفين على عتبة فترة القرون الوسطى، بما في ذلك الراهب البريطاني جيلداس، المبشر الايرلندي كولومبانوس والأسقف الأنجلوسكسوني الدهم، ويعمل مثل هيسبيريكا فامينا. الأنجلو ساكسون كانوا أول الناس في أوروبا الذين اضطروا إلى تعلم اللاتينية كما لغة أجنبية عندما اعتنقوا المسيحية، وفي رأي لابيدج: «أنهم حققوا إتقان الأسلوب في أجنبي متوسط لهم أمر رائع في حد ذاته».
كان للفيلسوف الأيرلندي المؤثر يوهانس سكوتس إريوجينا في القرن التاسع معرفة دقيقة باليونانية، ومن خلال ترجماته واستخدامه للكلمات اليونانية غير العادية في الشعر، ساعد في رفع مكانة الأسلوب التأويلي. أصبح الأسلوب شائعًا في لاون، حيث حاضر زميل يوهانس وزميله الأيرلندي، مارتيانوس هيبرنينسيس. وبخ هينكمار من ريمس ابن أخيه هنكمار من لاون:

## أوروبا القارية
تم العثور على النمط في عدة مراكز في القارة في القرن العاشر. في إيطاليا، كان المؤيدون الرئيسيون هم ليوتبراند الكريموني وأوجونيس فولجاريس وأوتو أوف فيرسيلي. في ألمانيا، تشمل الأعمال التي تعرضها جيستا أبولوني المجهولة ورسائل فروموند تيجنرييي. أعمال الفرنسية التي تعرض أسلوب التأويلي تشمل ديدو سان كوينتين الصورة غيستا نورمانيا دوسوم وليبالوس ساكيردوتوليس من ليوس مونوكوس.
كان مؤلفان فرنسيان آخران مؤثرين بشكل خاص في إنجلترا. يصف أول كتابين من كتاب أبو لسان جيرمان بيلا باريسياك فربيس حصار النورمانديين لباريس من 888 إلى 895. لم يتلقوا سوى القليل من التداول. ومع ذلك، من أجل جعل العمل ثالوثًا (عمل من ثلاثة مجلدات)، أضاف كتابًا وصفه لابيدج بأنه «سلسلة من النصائح للحياة الرهبانية ... مكتوبة بلغة لاتينية شديدة التشابك وغامضة في كثير من الأحيان تعتمد معظم مفرداتها على قاموس المصطلحات». أصبح هذا كتابًا دراسيًا شائعًا للغاية، خاصة في إنجلترا. وكان الكاتب الفرنسي المؤثر الآخر أودو كلوني، الذي ربما كان معلمه من أودا، رئيس أساقفة كانتربري (941-958)، وهو القوة الدافعة وراء الإصلاح البينديكتين الإنجليزية ومؤيد لأسلوب التأويلي. يشير لابيدج أن النمط في شمال فرنسا كان مرتبطا بشكل خاص مع مراكز (البينديكتين) إصلاح كلونياك، وشخصيات بارزة في إصلاح الإنجليزية، أودا، دونستان، ثيلوود وأوزوالد، كانت جميع الممارسين من نمط التأويلي وكانت له صلات قوية مع المراكز القارية البينديكتين. يجادل لابيدج:
يمكن للمرء أن يتخيل أن أسلوب التأويل قد تمت زراعته بقوة في إنجلترا في محاولة لإظهار أن تعلم اللغة الإنجليزية كان عميقاً وأن الكتابة الإنجليزية متطورة مثل أي شيء تم إنتاجه في القارة. لذلك ربما كان الدافع وراء زراعة الأسلوب في إنجلترا في القرن العاشر من أصل قاري.
كان من أواخر المؤيدين لهذا الأسلوب هو الألماني ثيوفريد، رئيس دير محلّي بين عامي 1083 و 1110، والذي تأثر بشدة بألدهيلم.

## إنكلترا
في القارة، كان بعض الكتاب من دعاة الأسلوب التأويلي. في إنجلترا في أواخر القرن العاشر. كانت دراسة النصوص الصعبة جزءًا تقليديًا من التعليم اللاتيني في إنجلترا منذ أيام ألدهيلم، وقد أثر بعمق في الكتاب اللاحقين. في إنجلترا في القرن العاشر، تمت دراسة ألدهيلم وأبو بشكل مكثف، في حين أن الأعمال التأويلية لم تشكل جزءًا مهمًا من المنهج القاري. وصف ديفيد دومفيل ألدهيلم بأنه «والد كلا من لاتينية اللغة الإنجليزية والأسلوب التأويلي للأحرف الأنجلو لاتينية». كان كتابه «عن العذرية» مؤثرًا بشكل خاص، وفي ثمانينيات القرن التاسع طلب أحد العلماء الإنجليز إذنًا من رئيس الأساقفة ثيلجار للذهاب إلى وينشستر لدراسته، وشكا من أنه كان يعاني من الجوع من الطعام الفكري. [19] نص في دي فيرجينيتات على ما يلي:
لذلك، ضد وحش الكبرياء الرهيب وضد هؤلاء الوحوش السبعة من الرذائل السامة، الذين يجاهدون بقسوة لتمزيق أسنانهم المسعورة وأنيابهم الخبيثة كل غير مسلحين، ومنبوذين من درع العذرية ومجردين من درع العفة، يجب على عذارى المسيح وأبطال الكنيسة الشباب أن يقاتلوا بقوة وعضلات. ضد الجحافل الشرسة من البرابرة، التي في قواتها لا تتوقف أبدًا عن ضرب سلحفاة جنود المسيح بمدفعية الاحتيال المشين، يجب أن يستمر الكفاح بذكاء، محاربًا بسهام الأسلحة الروحية والرماح ذات الرؤوس الحديدية للفضائل. دعونا، مثل الجنود الخجولين الذين يخافون مخنثين من صدمة الحرب ونداء عازف البوق، نقدم للعدو الجارف ظهور أكتافنا بدلاً من زعماء دروعنا!
عانت الأنجلو لاتينية من تدهور حاد في القرن التاسع، ويرجع ذلك جزئيًا إلى غزوات الفايكنج، لكنها بدأت في الانتعاش في تسعينيات القرن التاسع عشر تحت حكم ألفريد العظيم، الذي كان يحترم ألدهيلم. تتميز حياة آسر للملك ألفريد بنكهة تأويلية. [21] ساعد ألفريد علماء أحضرهم من قارة أوروبا. كان واحدا منهم الألمانية، جون ساكسون قديم، ونظرا Lapidge في قصيدة كتبها مشيدا المستقبل الملك أثيلستان، والمجانسة في الإنجليزية القديمة يعني من أثيلستان بأنها «حجر النبيل»، علامات علامة مبكرة على إحياء ل الأسلوب التأويلي:
You, prince, are called by the name "sovereign stone",

Look happily on this prophecy for your age:

You shall be the "noble rock" of Samuel the Seer,

[Standing] with mighty strength against devilish demons.

Often an abundant cornfield foretells a great harvest; in

Peaceful days your stony mass is to be softened.

You are more abundantly endowed with the holy eminence of learning.

I pray you may seek, and the Glorious One may grant, the [fulfilment implied in your] noble name.
ساعد في إحياء أسلوب التأويل علماء أجانب في بلاط الملك أثيلستان في أواخر العشرينيات والثلاثينيات من القرن الماضي، وبعضهم، مثل إسرائيل النحوي، ممارسو اللاتينية التأويلية. شوهد الأسلوب لأول مرة في إنجلترا في القرن العاشر في مواثيق تمت صياغتها بين عامي 928 و 935 من قبل كاتب مجهول للملك أثيلستان أطلق عليه العلماء «أثيلستان أ»، والذي تأثر بشدة بألدهيلم وأعمال هيبرنو اللاتينية التي قد تحتوي على تم إحضارها إلى إنجلترا من قبل إسرائيل. [25] وفقًا لسكوت طومسون سميث، فإن مواثيق «ثيلسان»: «تتميز عمومًا بأسلوب بليوناستيك غني مع حروم وقصائد أدبية قوية، ولغة مبهرة وصور في كل مكان، وشخصيات بلاغية مزخرفة، وبنود مواعدة مفصلة وقوائم شهود واسعة النطاق.» شوهدت المواثيق لأول مرة بعد فترة وجيزة من أن أصبح أثيلستان أول ملك لكل إنجلترا بعد غزوها لنورثومبريا التي حكمها الفايكنج عام 927، ومن وجهة نظر ميتشايلد جريتش، كانت المواثيق نتيجة «عاطفة الأسلوب المرتبط بها». بتاريخ فكري مجيد من أجل تعزيز ما كان يعتبر إنجازاً عسكرياً وسياسياً مجيداً.

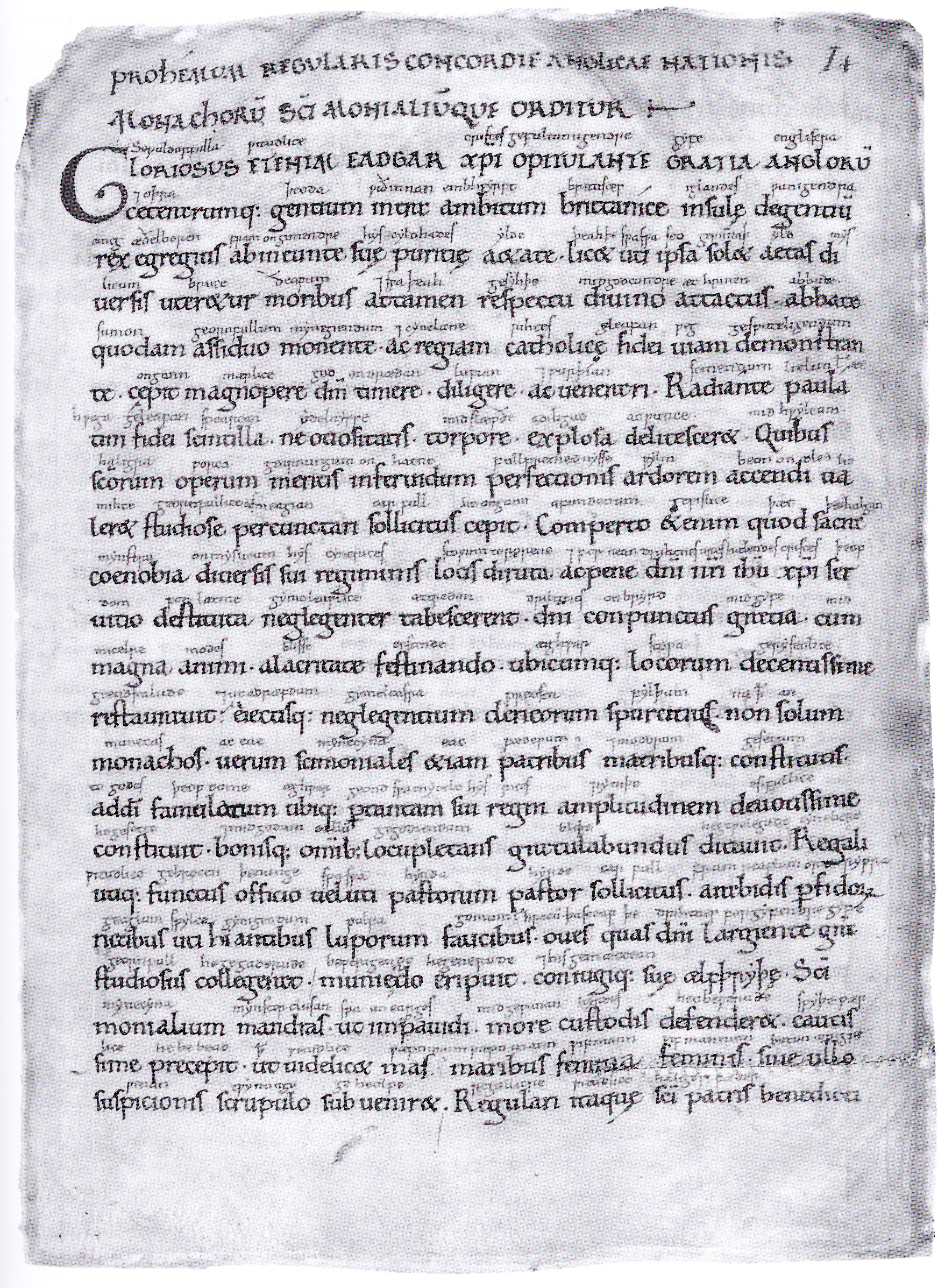
بداية ريغولاريس كونكورديا، صاغها Æthelwold بأسلوب التأويل

قدم ديفيد وودمان ترجمة لبداية الميثاق الذي صاغته «ثيلسان A»، S 416 الصادر في 12 نوفمبر 931:
إن الخطايا المؤسفة والمكروهة بصوت عالٍ لهذا العصر المترنح، والمحاطة بالنباح الرهيب للفناء الفاحش والمخيف، تحدّنا وحثنا، لا نترك الهموم في وطن تم فيه تحقيق السلام، ولكن، كما هو الحال، تتأرجح فوق هاوية من الفساد النتن. أنه يجب علينا الهروب من هذه الأشياء ليس فقط عن طريق احتقارهم مع مصائبهم بكل جهد عقولنا ولكن أيضًا عن طريق كرههم تمامًا مثل الغثيان المرهق من الكآبة، والسعي نحو نص الإنجيل، «أعط وسوف تعطى أنت».

لم يبق سوى عمل واحد قصير من تأويل رئيس أساقفة كانتربري في منتصف القرن، أودا، ولكن يمكن رؤية تأثيره في ربيبه فرايثجود من كانتربري بروكوليوم فيتاي ويلفردي، الذي وصفه لابيدج بأنه «أصعب نص أنجلو لاتيني»، والتي «يمكن وصفها بشكل مشكوك فيه بأنها» تحفة «من الأسلوب الهيرمينوطيقي الأنجلو لاتيني». يذكر لابيدج أن «الأسلوب التأويلي كان يمارس بذوق وحماس كبيرين في كانتربري». كما ارتبطت المراكز الأخرى للأسلوب ارتباطًا وثيقًا بقادة الإصلاح البينديكتين: دير رامزي، الذي أسسه أوزوالد، أسقف ورسيستر، دير غلاستونبري، حيث كان رئيس أساقفة كانتربري المستقبلي، دونستان، رئيسًا للدير في أربعينيات القرن التاسع عشر ووينشستر، حيث كان ثيلوود أسقفًا. هناك تأكيدات مختلفة في المراكز المختلفة: الميل إلى الألفاظ الجديدة في كانتربري وللإغريقية في وينشستر، بينما فضل الباحث في رامزي، بيرتفيرث، الظروف متعددة المقاطع غير العادية. أهم وثيقة للإصلاح البينديكتيني، ذا ريجيلاريس كونكورديا، التي صاغها ثيلوود، تمت كتابتها بأسلوب تأويلي متأثر بشدة بألدهيلم. [31] بمناقشة أيديولوجية حركة الإصلاح، تعلق كارولين بريت قائلة: «إن استخدام اللاتينية الهيرمينوطيقية مع تعابيرها الجديدة الغامضة والاقتراضات اللفظية لابد أن تكون قد أرسلت إشارات قوية لطائفة هيروقراطية متعلمة، أوصياء على معرفة غامضة لكنها قوية.»

يعطي لابيدج ترجمة لقصيدة كتبها دونستان:
المسيح، أنت تمنح.

 أيها الآب القدير، أرجو أن تتنازل لجلب المكافآت إلى المتبرع - (أنت) الذي فوق أعماق وعوالم السماء والأرض وفي نفس الوقت استراحات البحر - في كل هذا العالم أنت تحكم الملائكي المواطنون الذين يتمتعون بمثل هذه الجدارة السخية ؛ وأرجو أن تمنحني بذرة العمل المقدس لتنمو في داخلي، والتي من خلالها سأتمكن دائمًا من ترنيمة اسمك بشكل مناسب.
أيها الابن، الذي، مخفيًا في بطن أمك، تجمع الشعوب معًا بفعل والدك - لأني بالصدفة أنني قادر على تأليف قصة مقدسة لأنك يُنظر إليك على أنك الله، لأنه، مجيدًا، تظهر النجوم المتلألئة (أنت) إلى العالم ؛ وأطلب، بعد انتهاء حياتي، أن تمنحني من عرش السماء لأخذ هدية صغيرة بسبب الشرف (الذي حصلت عليه).
أتوسل إليكم، أيها الروح القدس للآب والابن: لأنه عندما يعيد الحشد المقدس ترديد ترانيمه، فهل يمكنني حينئذٍ وبصوت متواضع أن أكون قادرًا على الصعود سريعًا بينما أغادر القبر، حاملاً صلوات القديسين المقدسين. لقد احتقروا هذا العالم الحالي من الغبار بتدفقاتهم المتعلمة، وأرجو بلا خوف أن أكون قادرًا على سكب أغنيتي المجيدة إلى الثالوث (الله).
العذراء، التي يحييها الرسول في كلام ملائكي، لقد ولدت بلا وصمة: أطلب منك أن تتوسل إليه - الذي، المولود من فكرة البذرة السماوية يحمل الأمر الغامض باعتباره إلهًا ثلاثيًا - أن يغفر لي خطاياي، حتى يتنازل ليمنح أفراحًا طويلة الأمد خلال أبديته وينظر إليّ برؤية رؤيته المقدسة.
منح، أتوسل إليكم، أيها الآباء الأنبياء، أيها الآباء البطاركة، أيها الأنبياء المتميزون من الملائكة، أيها القادة المعترفون مع الرب بحكمه المقدس - إبراهيم، إيليا، رفيقه أخنوخ، مع جميع الباقين - أن الملك تكيف بسرعة لتقديم مساعدته لي بمهارة في الأصوات الثلاثة لـ "O"، لئلا يتمكن المخادع، الذي يحكم أمام الأوامر التسعة الساقطة، من نطق كلمة معيّنة!
الآن أتوسل إلى الآباء القدامى مع بطرس قائدهم نيابة عن البائسين والقلقين لي: اسكب صلواتك وساعدني حتى يغفر لي الوصي على كل قديس جديد بعد ذلك حتى أتغلب على العدو البشع لهذا العالم.

في أواخر القرن العاشر، كان لللاتينية مكانة أعلى من الأنجلو ساكسونية، وكان لللاتينية التأويلية مكانة أعلى من اللاتينية البسيطة. قدم هذا لبيرتفرث مشكلة في كتابه إنكريديون، وهو نص مدرسي مصمم لتعليم القواعد المعقدة لحساب تاريخ عيد الفصح، لأن اللغة اللاتينية التأويلية غير مناسبة للتعليم التربوي. كان حله هو تضمين مقاطع باللغة اللاتينية التأويلية تدين رجال الدين العلمانيين الجاهلين والكسالى، الذين قال إنهم رفضوا تعلم اللاتينية، وبالتالي يبرر استخدام الأنجلو ساكسونية لتقديم تفسيرات واضحة لفائدتهم. في فقرة باللاتينية كتب:
يرفض بعض رجال الدين الجهلة حسابات من هذا النوع (خزيًا!) ولا يرغبون في الاحتفاظ بأساليبهم، أي أنهم لا يحافظون على الترتيب الذي تلقوه في حضن الكنيسة الأم، ولا يصرون على القدوس. تعليم التأمل. يجب أن يفكروا مليًا في طريق الفريسيين والصدوقيين، ويجب أن يلفظوا تعليمهم مثل القذارة. يجب أن يكون رجل الدين هو الحارس لروحه، تمامًا كما يُخضع الرجل النبيل المهر الصغير للنير، لذلك يجب أن يخضع روحه للخدمة، بملء صندوق المرمر بالزيت الثمين، أي يجب عليه يجب أن يخضعوا داخليًا يوميًا، من خلال طاعة الشرائع الإلهية ووصايا الفادي.

سعى بيرتفيرث إلى أسلوب رفيع، لكنه كان مذنبًا في كثير من الأحيان بارتكاب الهفوات بسبب تجاوز قدرته في اللغة اللاتينية.
كان جميع مؤيدي الأسلوب تقريبًا من رجال الدين، ولكن هناك استثناء واحد ملحوظ. إلدورمان كان ثيلفييرد من نسل الملك ثيلريد أنا جد رئيس أساقفة كانتربري، وراعي لفريك أوف إينشام، الكاتب الإنجليزية رئيسي واحد للفترة الذين رفضوا الاسلوب. كان ثيلوردز كرونيكون ترجمة إلى اللاتينية التأويلية لنسخة مفقودة من الأنجلو ساكسوني كرونيكل. يعتبر المؤرخون أسلوبه غريب الأطوار وغير مفهوم في بعض الأحيان. من وجهة نظر أنجيليكا لوتز، تأثر نثره بالشعر البطولي الأنجلو ساكسوني بالإضافة إلى المصادر اللاتينية واليونانية: «قد يُعزى هذا الأمر لاحقًا على أنه فشل إلى إجادته المحدودة لقواعد اللغة اللاتينية وادعاءاته الأسلوبية المتطرفة.»
في عام 2005 ذكرت لابيدج:
قبل ثلاثين عامًا، عندما حاولت لأول مرة وصف السمات المميزة للأدب الأنجلو لاتيني في القرن العاشر، كنت مندهشًا بسذاجة من عرض المفردات التي يصادفها المرء هناك. نظرًا لأن الكثير من المفردات تبدو مستمدة إما من ألدهيلم أو من مسارد من النوع المسمى «هيرمونومتا»، فقد اتبعت التقليد الأكاديمي ووصفت الأسلوب بأنه «تأويل»، على افتراض أن الدافع الرئيسي وراء العرض اللفظي هو الإبهار القارئ ذو المفردات الغامضة المستخرجة من مسارد اليونانية-اللاتينية والمؤلفين مثل ألدهيلم. أظن الآن أن التصور يحتاج إلى تعديل: أن الهدف الرئيسي للمؤلفين لم يكن التشويش، بل كانت محاولتهم (ربما المضللة) للوصول في نثرهم إلى سجل أسلوبي عالٍ.

## الاضمحلال
بعد الفتح النورماندي، رفض المؤلفون الأسلوب التأويلي. أعرب مؤرخ القرن الثاني عشر ويليام أوف مالميسبيري عن اشمئزازه من اللغة التي اعتبرها منمقة. وجهة نظر فرانك ستنتون، تعطي حياة بيرتفرث التأويلية لأوزوالد انطباعًا سيئًا عن جودة المنح الدراسية في اللغة الإنجليزية. ووصفها بأنها «عمل غير منظم، مكتوب بنثر لامع، مرصع بكلمات غريبة، يجب تفسيره من خلال اللمعان التي تم إدخالها بين السطور».
يصف لابيدج نبذ العلماء المعاصرين للأسلوب التأويلي بأنه مخيب للآمال. «دائمًا ما يتم توبيخها على أنها» غير مألوفة «أو» بربريًا «ويتم رفض ممارسيها بازدراء بوصفهم رفقاء دوغبيري». في رأيه: «على الرغم من أن هذا الأسلوب قد يكون غير مستساغ بالنسبة للذوق الحديث، إلا أنه لم يكن أقل من جانب حيوي وواسع الانتشار للثقافة الأنجلوسكسونية المتأخرة، وهو يستحق اهتمامًا أوثق وأكثر تعاطفاً مما تلقاه سابقًا».